# الضرارية
 الضرارية هم اصحاب ضرار بن عمرو وحفص الفرد وهم فرقة من المتكلمين.

## التعطيل
وقد قالو في الضرارية بالتعطيل. أي ان الله عالم قادر على معنى انه ليس بجاهل ولا عاجز.

## الماهية
وقد قالو في الضرارية أيضا بالماهية. فاثبتو لله ماهية قالو انها له ولا يعلمها إلا هو. ونسبو هذه المقالة إلى ابي حنيفة.

## الحاسة السادسة
قالو في الضرارية أيضا بالحاسة السادسة وانها ثابتة تمكن المسلم من رؤية الله يوم القيامة ان كان في الجنة.

## الحجية والخلاف معالمعتزلة
يعتقد اصحاب الضرارية وعلى عكس الشيعة ان حجة الله بعد الرسول محمد -ص- هي في إجماع الامة ليس الا. وان الإمامة تصلح حتى في غير القرشيين والهاشمين. وينسب إلى ضرار بن عمرو انه قال: لو اجتمع اليه قرشي ونبطي لقام بتقديم النبطي دون القرشي. لان القرشي في نطره اقل عددا ونصرة. وخلافهم هنا مع المعتزلة الذين جوزوا الإمامة في غير قريش هوان المعتزلة لا تقول بتقديم النبطي دون القرشي.